# Famo (Musik)
Famo ist ein Musikstil in Lesotho, der in Südafrika entstand. Bis in die Gegenwart ist er teilweise mit kriminellen Milieus verbunden.

## Beschreibung
Famo-Lieder werden mit Akkordeon (koriana) und Trommel (moropa), teilweise auch E-Bass begleitet. Die Texte handeln überwiegend vom städtischen Leben. Gesungen wird Famo meist von Männern, aber auch von Frauen, die den Gesang mit Ululationen anreichern. Meist werden die Stücke durch ein Akkordeonsolo eingeleitet, das in ostinate Melodien übergeht, die üblicherweise in Molltonarten stehen. Gesang und Instrumentalbegleitung wechseln sich ab und werden in vielen Liedern durch schnelle Sprechgesänge ergänzt. Die Musiker tragen traditionelle Kleidung, meist Wolldecken, sowie Stöcke.
Das Wort famo stammt von ho re famo, Sesotho für „die Röcke hochwerfen“ und bezieht sich auf den Tanzstil der Frauen beim Famo.

## Geschichte
In den 1920er Jahren entwickelten Wanderarbeiter aus Basutoland den Famo-Stil in Südafrika, wo sie als Bergleute arbeiteten oder Gangs bildeten, darunter die marashea („Russen“). Sie trafen sich in ihrer Freizeit in den illegalen Shebeens. Zur Musik tanzten Frauen in aufreizend kurzen Röcken, teilweise zeigten sie ihre Genitalien. Durch Schallplattenaufnahmen wurde die Musik in Basutoland, später Lesotho, bis heute populär. Als Begleitinstrument fand anfangs die Concertina Verwendung, die aus Deutschland eingeführt wurde. In den frühen 1960er Jahren wurde sie durch das Akkordeon abgelöst.
Die Famo-Sängerin und Shebeen-Besitzerin Alinah „Malitsepe“ Tsekoa wurde 1960 in Südafrika zu Schallplattenaufnahmen eingeladen und wurde so auch in Basutoland bekannt. Eine bekannte Band der 1980er Jahre war Tau ea Matsekha, unter anderem mit Forere Motloheloa am Akkordeon und Apollo Ntabanyane als Sänger und Komponist. 1985 begleiteten sie den US-Amerikaner Paul Simon auf dem Eingangsstück seines Albums Graceland, The Boy In a Bubble.
Tau ea Linare mit Mahosana Akaphamong war eine weitere populäre Band in den 1980er Jahren. Als Famo-Sängerin wurde Puseletso Seema bekannt. Seit 1999 veröffentlicht Khosi Mosotho Chakela (bürgerlich: Rethabile Mokete) Famo-Alben.
Zahlreiche Famo-Musiker fielen ab 2009 Rivalitäten zwischen zwei Gangs zum Opfer. So gab es innerhalb von zwei Jahren rund 100 gewaltsame Todesfälle unter den Musikern und ihren Anhängern. Die beiden Famo-Gangs aus Mafeteng sind mit den politischen Parteien All Basotho Convention bzw. Lesotho Congress for Democracy assoziiert, die 2012 eine Koalitionsregierung bildeten. Im selben Jahr schlossen die beiden Gangs ein Friedensabkommen, das jedoch gebrochen wurde.
2015 sprach sich die Ministerin für Tourismus, Umwelt und Kultur Lesothos für ein zeitweiliges Aufnahme- und Sendeverbot von Famo aus, nachdem innerhalb weniger Tage erneut fünf Menschen aus der Famo-Szene getötet worden waren. 2016 und 2019 wurden weitere Famo-Musiker getötet. 2020 wurde gegen den in Südafrika lebenden Khosi Mosotho Chakela Haftbefehl wegen einer möglichen Mittäterschaft im Mordfall Lipolelo Thabane erlassen. Dabei war die getrennt lebende Frau des designierten Premierministers Thomas Thabane erschossen worden.